# サピエ
サピエとは、日本点字図書館がシステムを管理、特定非営利活動法人全国視覚障害者情報提供施設協会（略称：全視情協）が運営を行う、視覚障害者及び視覚による表現の認識が困難な人に対して点字、デイジー（DAISY）データを提供する「視覚障害者情報総合ネットワークシステム」である。
本ネットワークでは「サピエ図書館」をメインサービスとしている。

## 概要
「サピエ」は、1988年に日本IBMが社会貢献事業として開始した「IBMてんやく広場」を礎とする。その後の複数回の改名・リニューアルを経て、2010年4月より、視覚障害者情報総合システム「サピエ」の運用を開始した。

### 名称
「サピエ」の名称は、ラテン語の「サピエンティア」（sapientia：「知恵、叡智」の意）に由来する。

### サピエ図書館
- サピエが提供するメインサービス。
全国のサピエ会員施設・団体が製作または所蔵する資料の目録ならびに点字・音声図書出版目録からなる、点字図書や録音図書などの全国最大の書誌のデータベース[1]。「目が見えない・見えにくい人の図書館」として、全国約487の図書館・団体と約2万人の視覚障害者等が24時間利用できる（数・規模は2024年10月現在）[3]。名称に「図書館」とあるが、図書館としての建物はなくデータベースとしての名称である。
  - 点字データ検索
  - デイジーデータ検索（DAISY、アクセシブルな情報システム）

## 沿革
- サピエの歴史
- 全国視覚障害者情報提供施設協会：サピエについて

### IBMてんやく広場 → てんやく広場
- 1988年00月 - 日本IBMが社会貢献事業で「IBMてんやく広場」を開始。通信拠点「プリンティングセンター」を11か所を設置し、点字データの共同作業始まる。
- 1991年00月 - 全国的なパソコン通信ネットワークを確立。1991年までにパソコン約1500台を設置。
- 1992年00月 - 経済的自立を目指して、都道府県単位で各センターの予算確保
- 1994年03月 - クローズド形式の「IBMてんやく広場」を「てんやく広場」に改名し、ネットワークを試行公開。日本盲人社会福祉施設協議会の「点字図書館部会・特別委員会」として位置づけ運営事務局を引き継ぐ（ホストセンター：日本IBM、運営事務局：岐阜訓盲協会）。
- 1994年11月 - 国立国会図書館点字図書・録音図書総合目録(AB01)テスト稼働。
- 1994年12月 - 個人会員の点字データの直接ダウンロード利用始まる。
- 1995年02月 - オンラインリクエスト試行開始。
- 1995年03月 - 「日本IBM」からのホスト移転先を「日本ライトハウス」に決定。
  - 1994年度の会員数: プリンティングセンター 60、施設会員 7、個人会員(視覚障害者) 158名（ホストセンター：日本IBM、運営事務局：岐阜訓盲協会）
- 1995年10月 - 点字出版目録導入準備。
- 1996年01月 - 「医道の日本」共同点訳開始。
- 1996年03月 - ホスト移転作業（日本IBM → 日本ライトハウス）
  - 1995年度の会員数: プリンティングセンター 67、施設会員 15、個人会員 256名（ホストセンター：日本IBM、運営事務局：岐阜訓盲協会）
- 1996年04月 - ホストセンター新体制でスタート
- 1996年05月 - 新規加入プリンティングセンター入会審査マニュアル作成
- 1996年06月 - オンラインリクエスト実施宣言(予告)
  - 1996年度の会員数: プリンティングセンター 67、施設会員 24、個人会員 344名（ホストセンター：日本ライトハウス、運営事務局：岐阜訓盲協会）
  - 1997年度の会員数: プリンティングセンター 70、施設会員 33、個人会員 423名（ホストセンター：日本ライトハウス、運営事務局：視覚障害者生活情報センターぎふ→北海点字図書館）

### ないーぶネット
- 1998年07月 - 「てんやく広場」総会（7月2日実施）にて「てんやく広場」を発展的解散。全国視覚障害者情報提供施設協議会(当時)に移管。
- 1998年09月 - 「ないーぶネット」と改称
  - 1998年度の会員数：プリンティングセンター 73、施設会員 36、個人会員 583名（事務局：日本ライトハウス）
- 1999年04月 - インターネット版ないーぶネット(新システム)開発開始
- 1999年06月 - 全国視覚障害者情報提供施設協議会の名称を「全国視覚障害者情報提供施設協会」（全視情協）へ変更。
- 1999年11月 - 平成11年度厚生省補正予算として、「点字図書情報ネットワーク整備事業」が日本点字図書館に予算化される。
- 1999年12月 - 日本点字図書館と全視情協の協議の結果、両者協力のもとに、「点字図書情報ネットワーク整備事業」として、全視情協が運営する「ないーぶネット」の構築を行うことを合意。 「ないーぶネット」はネットワークシステムと図書管理システムがひとつになったシステムとなる。
- 2000年01月 - 日本点字図書館及び全視情協、双方からの委員による「点字図書情報ネットワークシステム委員会」発足、開発開始。
- 2000年04月 - インターネット版ないーぶネット(新システム)試験運用開始
- 2000年12月 - 図書管理システム(N-LINK)、第1次リリース版配布
- 2001年01月 - 著作権法の改正により、点字データの公衆送信が可能になる。
- 2001年02月 - インターネット版ないーぶネット(総合ないーぶネット)本格運用
  - 2000年度の会員数: プリンティングセンター 80、施設会員 38、個人会員 678名（事務局：日本ライトハウス、2000年12月25日時点）
  - 2001年度の会員数: 施設・団体 130、個人会員 1,732名、テレフォニー個人会員:74名（2002年3月31日時点）
- 2003年03月 - 「ないーぶネット」に関して、全視情協と日本点字図書館が覚書（3月14日）。盲学校情報ネットワークと「点字データの扱いに関する申し合わせ」（3月31日）。国会図書館のAB01データを削除。ないーぶネット旧システム(DOS版)を停止。
  - 2002年度の会員数: 施設・団体 155、個人会員 2,634名、テレフォニー個人会員 88名（2003年3月31日時点）
  - 2003年度の会員数: 施設・団体 166、個人会員 3,386名、テレフォニー個人会員 88名（2004年3月31日時点）
- 2004年11月 - 「ないーぶネット入会マニュアル」承認・実施
  - 2004年度の会員数: 施設・団体 176、個人会員 3,934名、テレフォニー個人会員 90名（2005年3月31日時点）
- 2005年11月 - 「ないーぶネット新システム」検討作業開始（必要最小限の改修をシステム受託施設である日本点字図書館の全面的協力により実施)
  - 2005年度の会員数: 施設・団体 180、個人会員 4,385名、テレフォニー個人会員 90名（2006年3月31日時点）
  - 2006年度の会員数: 施設・団体 185、個人会員 4,776名、テレフォニー個人会員 90名（2007年3月31日時点）
- 2007年04月 - 「ないーぶネット」新システム稼働（テレフォニー機能終了）
- 2007年06月 - 「ないーぶネット利用規約」の一部改定、全視情協加盟施設･団体の「ないーぶネット」利用料免除(第7条3項)の明文化（平成19年6月21日付）。
- 2007年07月 - 著作権法の改正（平成18年12月）により視覚障害者向けの録音データの公衆送信可能になる。
- 2008年03月 - 「視覚障害者に対する新たな情報提供システムに関する研究」報告書作成
  - 2007年度の会員数: 施設･団体 192、個人会員 5,305名（2008年3月31日時点）
- 2008年04月 - 事務局、サポートセンター体制の変更:全視情協事務局長が「ないーぶネット」事務局長を兼任。日本ライトハウス盲人情報文化センターに｢ないーぶネット｣サポートセンター業務を委託。
  - 2008年度の会員数: 施設･団体 198、個人会員 5,772名（2009年3月31日時点）
- 2009年05月 - 平成21年度厚生労働省補正予算「視覚障害者情報総合ネットワーク」構築事業を日本点字図書館が受託。全視情協が全面的に協力し開発を開始。
- 2009年09月 - 「ないーぶネット」改修版運用開始
  - 2009年度の会員数: 施設・団体 205、個人会員 6,105名（2010年3月31日時点）

### 視覚障害者情報総合システム「サピエ」
- 2010年04月 - 視覚障害者情報総合システム「サピエ」運用開始（システム管理は日本点字図書館、運営は全国視覚障害者情報提供施設協会）
  - 音声デイジーデータ（びぶりおネットのデータを吸収）を加えた他、地域・生活情報、図書製作支援を含む総合システムとなる。
- 2010年10月 - 10月1日より携帯電話サービス（サピエモバイル・デイジー館）が開始される。
  - 2010年度の会員数: 施設・団体 223、個人会員 8,404名（Ａ会員：8,363名、Ｂ会員：41名、2011年3月31日時点）
- 2011年03月 - 東日本大震災の被災視覚障害者のための生活情報として「点字毎日特別号外」を地域・生活情報にデータアップ（翌2012年3月まで継続）
- 2011年09月 - デイジーオンラインサービスが開始される（9月1日）。
  - 2011年度の会員数: 施設・団体 237、個人会員 9,962名（Ａ会員：9,870名、Ｂ会員：92名、2012年3月31日時点）
  - 2012年度の会員数: 施設・団体 261、個人会員 11,208名（Ａ会員：11,080名、Ｂ会員：128名、2013年3月31日時点）
- 2013年12月 - シネマ・デイジー登録開始
- 2014年01月 - 国立国会図書館視覚障害者等用データ送信サービス始まる。
  - 2013年度の会員数: 施設・団体 271、個人会員 12,475名（Ａ会員：12,302名、Ｂ会員：173名、2014年3月31日時点）
- 2014年06月 - 国立国会図書館の視覚障害者等用データ送信サービスがサピエを通して利用可能になる。
  - 2014年度の会員数: 施設・団体 291、個人会員 13,446名（Ａ会員：13,220名、Ｂ会員：226名、2015年3月31日時点）
- 2015年06月 - 「地域・生活情報システム」と「図書製作支援システム」のサーバーをクラウド化する。
- 2015年07月 - ポータルサイトの内容を一部変更、「お知らせ」廃止。「情報広場」および「お役立ちリンク集」のサービス終了。
  - 2015年度の会員数: 施設・団体 312、個人会員 14,380名（Ａ会員：14,102名、Ｂ会員：278名、2016年3月31日時点）
  - 2016年度の会員数: 施設・団体 343、個人会員 15,206名（Ａ会員：14,894名、Ｂ会員：312名、2017年3月31日時点）
  - 2017年度の会員数: 施設・団体 363、個人会員 16,015名（Ａ会員：15,663名、Ｂ会員：352名、2018年3月31日時点）
  - 2018年度の会員数: 施設・団体 382、個人会員 16,942名（Ａ会員：16,539名、Ｂ会員：382名、2019年3月31日時点）
- 2020年03月 - 全視情協がＡＥとしての業務を開始
  - （注）ＡＥ（Authorized Entity、オーソライズド・エンティティ）とは、マラケシュ条約締約国の代表機関として、他国のＡＥと、「利用しやすい様式の複製物の 輸出入」を行う団体のこと。日本では、国立国会図書館と全視情協が担当。
  - 2019年度の会員数: 施設・団体 393、個人会員 17,832名（Ａ会員：17,363名、Ｂ会員：469名、2020年3月31日時点）
  - 2020年度の会員数: 施設・団体 419、個人会員 18,559名（Ａ会員：18,037名、Ｂ会員：522名、2021年3月31日時点）
- 2022年03月 - ドコモiモードで提供していた「サピエモバイルポータルサイト」とらくらくホン専用のiモードアプリ「サピエモバイルデイジー」のサービス提供を2022年3月7日午前3時で終了
  - 2022年度の会員数: 施設・団体 459、個人会員 19,951名（Ａ会員：19,253名、Ｂ会員：698名、2023年3月31日時点）
  - 2023年度の会員数: 施設・団体 483、個人会員 20,716名（Ａ会員：19,900名、Ｂ会員：816名、2024年3月31日時点）